# Tom Van Horn Moorehead

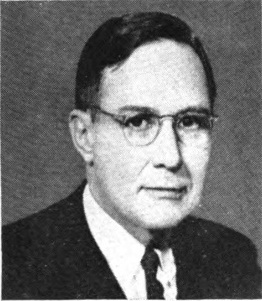
Tom Van Horn Moorehead (1961)

Tom Van Horn Moorehead (* 12. April 1898 in Zanesville, Ohio; † 21. Oktober 1979 ebenda) war ein US-amerikanischer Politiker. Zwischen 1961 und 1963 vertrat er den Bundesstaat Ohio im US-Repräsentantenhaus.

## Werdegang
Tom Moorehead besuchte die öffentlichen Schulen seiner Heimat und studierte danach an der Ohio Wesleyan University in Delaware sowie an der George Washington University in Washington, D.C. Während des Ersten Weltkrieges diente er im Fliegerkorps der US Navy. Danach arbeitete er in Zanesville in der Immobilienbranche und im Versicherungswesen. Gleichzeitig schlug er als Mitglied der Republikanischen Partei eine politische Laufbahn ein. Er wurde Mitglied im Gemeinderat von Zanesville und für einige Zeit auch Bürgermeister dieses Ortes. Außerdem gehörte er dem Senat von Ohio an.
Bei den Kongresswahlen des Jahres 1960 wurde Moorehead im 15. Wahlbezirk von Ohio in das US-Repräsentantenhaus in Washington gewählt, wo er am 3. Januar 1961 die Nachfolge von John E. Henderson antrat. Da er im Jahr 1962 nicht bestätigt wurde, konnte er bis zum 3. Januar 1963 nur eine Legislaturperiode im Kongress absolvieren. Diese war von den Ereignissen der Kubakrise und der Bürgerrechtsbewegung bestimmt.
Nach dem Ende seiner Zeit im US-Repräsentantenhaus ist Tom Moorehead politisch nicht mehr in Erscheinung getreten. Er starb am 21. Oktober 1979 in Zanesville, wo er auch beigesetzt wurde.